# Presas em Paradiso
Presas em Paradiso (Caged in Paradiso, no original) é um filme norte-americano de 1990, do gênero ação, dirigido por Mike Snyder e estrelado pela cantora Irene Cara, mais conhecida pelos seus papéis em Fama e Sparkle.

## Sinopse
Paradiso é um lugar longínquo da terra cercado por um mar infestado de tubarões. Lá encontra-se uma prisão sob vigília constante por via satélite. Eva é uma esposa inocente que é tida como cúmplice de seu marido, um terrorista publicamente conhecido, e os dois são levados para cumprir pena na ilha de Paradiso. Eva consegue fugir e se refugia na floresta, onde acaba sendo capturada por Queenie, chefe de uma tribo de mulheres selvagens (as amazonas). Procurada pela polícia, Eva descobre uma nova vida e reflete no quanto havia sido usada pelo marido. Os problemas se agravam após um reencontro em que este tenta convencê-la a libertá-los com a ajuda das amazonas, que se recusam a fazê-lo. Então os prisioneiros organizam um motim, tomam a prisão e partem para matá-las.

## Elenco principal
- Irene Cara.... Eva
- Peter Kowanko.... Eric
- Paula Bond.... Queenie
- Joseph Culp.... Terrorist
- Luis Vera.... Jocelito
- Wolf Muser.... Helmut
- Christopher Pennock.... McHenry
- Laurence Haddon.... Sen. Paradiso
- Wycliffe Young.... Instructor
- Big John Studd.... Big Man
- Beverly Purcell.... Rosa
- Ji-Tu Cumbuka.... Josh
- David Dunard.... Congressman
- Chuck Sloan.... TV Newscaster
- Cecil Phillips.... Lalo
- Michael McCabe.... Satellite Officer
- Wayne Wasserman.... Button Pusher
- Gill Burrell.... Dread
- Ivan David Jr..... Josh's Man
- Elizabeth Picardo.... Rayleen
- Mary Louise Picard.... Judith
- Danielle American.... Matilde
- J. Christopher Sullivan.... Guard
- David Margulis.... Coast Guard Officer
- Eric Matthews.... Parachute Officer
- Dierdre Williams.... Reporter
- Christopher Spensley.... Link

## Trilha sonora
Não houve lançamento em CD, mas as músicas são:
"Living on a Thin Line"
- Composta por Tony Mamet, Kevin Klingler, Bob Mamet e Kerri Green
- Intérprete: Clive Ross

"Paradiso"
- Composta por Irene Cara e George Duke
- Intérprete: Irene Cara